# Baron Mordo
Baron Karl Amadeus Mordo is een fictieve superschurk uit de strips van Marvel Comics, en een vijand van Dr. Strange. Hij werd bedacht door Stan Lee en Steve Ditko, en verscheen voor het eerst in Strange Tales #111 (augustus 1963).

## Biografie
Oorspronkelijk was Karl Mordo een edelman uit Transsylvanië. Hij werd de student van de Tibetaanse tovenaar de Ancient One. Mordo gebruikte de magie die hem werd aangeleerd echter voor kwade doeleinden, en plande zelfs om zijn meester te doden. De Ancient Ones nieuwste student, Dr. Stephen Strange, ontdekte dit plan, en was gedwongen zelf grote magische vaardigheden te ontwikkelen om hem te stoppen. Hierdoor werd Mordo Stranges grootste vijand. In zijn gevecht met Strange vocht hij vaak samen met de demonische Dormammu.
Mordo’s vaardigheden waren gelijk aan die van Dr. Strange, maar hij was vooral bedreven in Astrale projectie en mesmerisme. Hij was meer dan bereid om krachtige zwarte magie en demonen in te zetten tegen Strange, dingen die Strange zelf niet kon of uit principe niet deed.
Mordo ontdekte uiteindelijk dat hij terminale kanker had als bijeffect van het gebruik van zwarte magie. Hij stierf in Doctor Strange, Sorcerer Supreme #87 (maart 1996). Echter, in Amazing Spider-Man #500 (december 2003), kwam hij weer tot leven als bijwerking van een spreuk waarmee Dr. Strange Spider-Man probeerde te helpen.

## Krachten en vaardigheden
Baron Mordo heeft sterke magische krachten, die hij heeft geleerd dankzij jarenlang bestuderen van zwarte magie en magische kunsten. Hij kan zijn astrale vorm scheiden van zijn lichaam, waardoor hij ongrijpbaar en onzichtbaar wordt voor de meeste wezens. Hij kan sterke energiestralen afvuren, teleporteren en vele vormen van magische energie oproepen en manipuleren. Mordo kan tevens demonen oproepen, maar die doen vaak niet wat hij wil.
Naast als zijn krachten is Baron Mordo ook zeer intelligent.

## In andere media

### Marvel Cinematic Universe
Sinds 2016 verschijnt Baron Karl Mordo in het Marvel Cinematic Universe, hierin wordt hij vertolkt door Chiwetel Ejiofor. In de Doctor  Strange uit 2016, is hij echter een bondgenoot van Strange en niet de vijand als in de stripverhalen. Een alternatieve versie van Baron Mordo verschijnt in Doctor Strange in the Multiverse of Madness uit 2022 waarin hij lid is van de Illuminatie. 

### Televisieseries
Baron Mordo verscheen tweemaal in de animatieserie Spider-Man: The Animated Series. Zijn stem werd hierin gedaan door Tony Jay. Zijn eerste optreden was in Sins of the Fathers Chapter 1: Dr. Strange. In de serie was Mordo Dormammu’s dienaar. Hij probeerde zijn meester te bevrijden uit de dimensie waarin hij opgesloten zat. Hij werd gestopt door Spider-Man en Dr. Strange.
Mordo verscheen opnieuw in de afleveringen Venom Returns en Carnage. Hierin bracht Mordo in opdracht van Dormammu de Venom symbioot terug naar de Aarde om hem weer te verbinden met Eddie Brock. Vervolgens geeft hij Venom de opdracht een machine van Tony Stark te stelen. Mordo creëert ook de tweede symbioot, die samen met Cletus Kasady "Carnage" vormt. Mordo’s plan werd ditmaal gestopt door Spider-Man, Iron Man en War Machine.

### Videospellen
Naast de animatieserie verscheen Baron Mordo in het videospel Marvel: Ultimate Alliance als een lid van de Masters of Evil en een van Dr. Dooms luitenants. Verder had hij een rol in de film Doctor Strange: The Sorcerer Supreme.